# Litsea persella
Litsea persella är en lagerväxtart som beskrevs av Henry Nicholas Ridley. Litsea persella ingår i släktet Litsea och familjen lagerväxter. Inga underarter finns listade i Catalogue of Life.